# Kara Lawson
Kara Marie Lawson (* 14. Februar 1981 in Alexandria, Virginia, Vereinigte Staaten) ist eine professionelle Basketball-Spielerin. Zuletzt spielt sie in der Saison 2015 für die Washington Mystics in der Women’s National Basketball Association.

## Karriere

### College (1999 bis 2003)
Kara Lawson spielte bis 2003 unter Pat Summitt für die Lady Volunteers, dem Damen-Basketballteam der University of Tennessee. 2003 machte sie ihren Abschluss in Finanzwissenschaften.

### WNBA (seit 2003)
Lawson wurde im WNBA Draft 2003 von den Detroit Shock an der fünften Stelle ausgewählt. Doch bereits fünf Tage später wurde sie zu den Sacramento Monarchs für Kedra Holland-Corn und einem Zweitrunden-Pick im WNBA Draft 2004 transferiert. In ihren ersten fünf Saisons spielte Lawson nur selten in der Startformation der Monarchs, trotzdem bekam sie mit ungefähr 22 Minuten pro Spiel eine beachtliche Spielzeit. In der Saison 2005 gewann sie mit den Monarchs die WNBA-Meisterschaft. Lawson hatte mit ihren Punkteschnitt von 11,3 Punkten pro Spiel einen beachtlichen Anteil an diesem Erfolg. Ihre stärkste Saison für die Monarchs spielte sie bis jetzt in der Saison 2007, als sie mit 11 Punkten, 0,9 Steals, 2,3 Assists und 2,5 Rebounds pro Spiel in jeder dieser Kategorien einen neuen persönlichen Rekord aufstellte. In der Saison 2008 war Lawson ein fixer Bestandteil der Startformation. Sie konnte in der Saison mit einem Punkteschnitt von 12,2 eine neue persönliche Bestmarke aufstellen. Außerdem erreichte sie mit den Monarchs zum sechsten Mal in Folge die Playoffs, wo die Monarchs in den Conference Semifinals knapp mit 1:2 in Spielen gegen die San Antonio Silver Stars ausschieden. Die Saison 2009 verlief mannschaftlich bei weitem nicht so erfolgreich wie die vorherigen, als Lawson erstmals mit den Monarchs die Playoffs verpasste und die Saison als schlechteste Mannschaft der Liga beendete. Lawson stand zwar im Laufe der Saison nur selten in der Startformation, trotzdem blieb ihre Spielzeit fast so hoch wie in der vorherigen Saison. Am Ende konnte Lawson die Saison mit einem persönlichen Erfolgserlebnis abschließen, als sie mit dem Kim Perrot Sportsmanship Award ausgezeichnet wurde.
Nach der Auflösung der Monarchs wechselte sie vor der Saison 2010 als Free-Agent zu den Connecticut Sun. Dort bestritt sie den Großteil der Spiele als Mitglied der Startformation. Dabei erreichte sie mit dem Team in vier Saisons zweimal die Playoffs. Nach vier Jahren bei den Sun wechselte Lawson zur Saison 2014 zum Team der Washington Mystics für die sie bis 2015 aktiv war. In Washington erreichte sie mit den Mystics zwar jeweils die Playoffs, scheiterte dort aber immer in der ersten Runde.
Nach der Saison 2015 bestritt Lawson keine Spiele mehr in der WNBA. Bis zu diesem Zeitpunkt bestritt sie in 13 WNBA-Saisons in der regulären Saison 377 Spiele, dabei stand sie 159 Mai in der Startformation und erzielte 3679 Punkte, 981 Rebounds und 950 Assists. In 47 Playoff-Partien (davon 19 in der Startformation) erzielte sie 491 Punkte, 155 Rebounds und 116 Assists.

### Nationalmannschaft (2008)
2008 gewann sie bei den Olympischen Sommerspielen in Peking mit der US-amerikanischen Basketballnationalmannschaft die Goldmedaille. Außerdem gewann sie mit dem US-Team die Basketball-Amerikameisterschaft der Damen 2007.